# Radíč
Radíč (en allemand : Raditsch) est une commune du district de Příbram, dans la région de Bohême-Centrale, en République tchèque. Sa population s'élevait à 210 habitants en 2020.

## Géographie
Radíč se trouve à 7 km au nord de Sedlčany, à 31 km à l'est de Příbram et à 41 km au sud de Prague.
La commune est limitée par Chotilsko au nord, par Křečovice au nord-est et à l'est, par Osečany au sud-est, par Kňovice au sud et par Nalžovice au sud-ouest et à l'ouest.

## Histoire
La première mention écrite de la localité date de 1333.

## Administration
La commune se compose de quatre quartiers :
- Radíč
- Dubliny
- Hrazany
- Žďár

## Transports
Par la route, Radíč se trouve à 8 km de Sedlčany, à 34,7 km de Příbram et à 59 km de Prague.

## Galerie

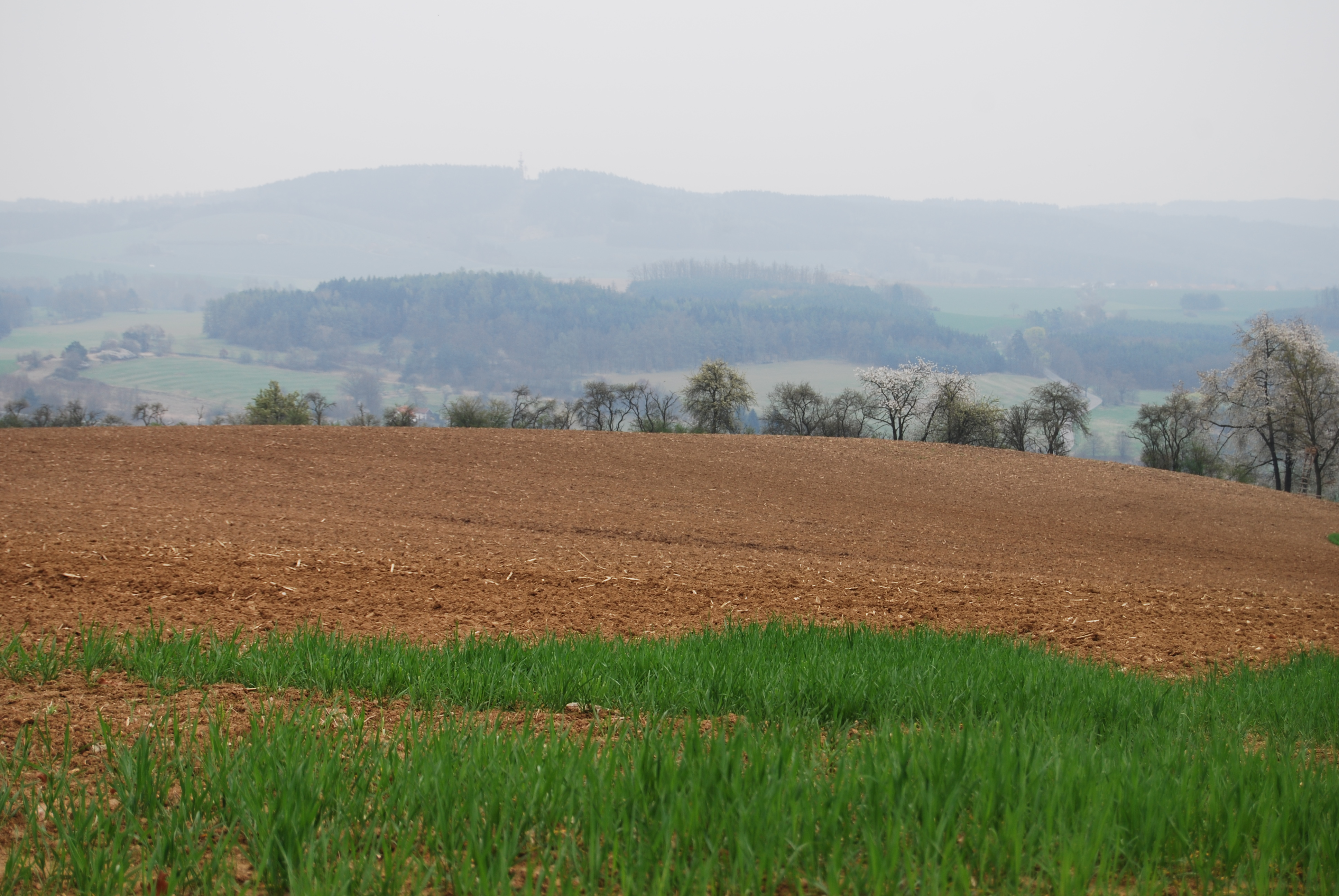
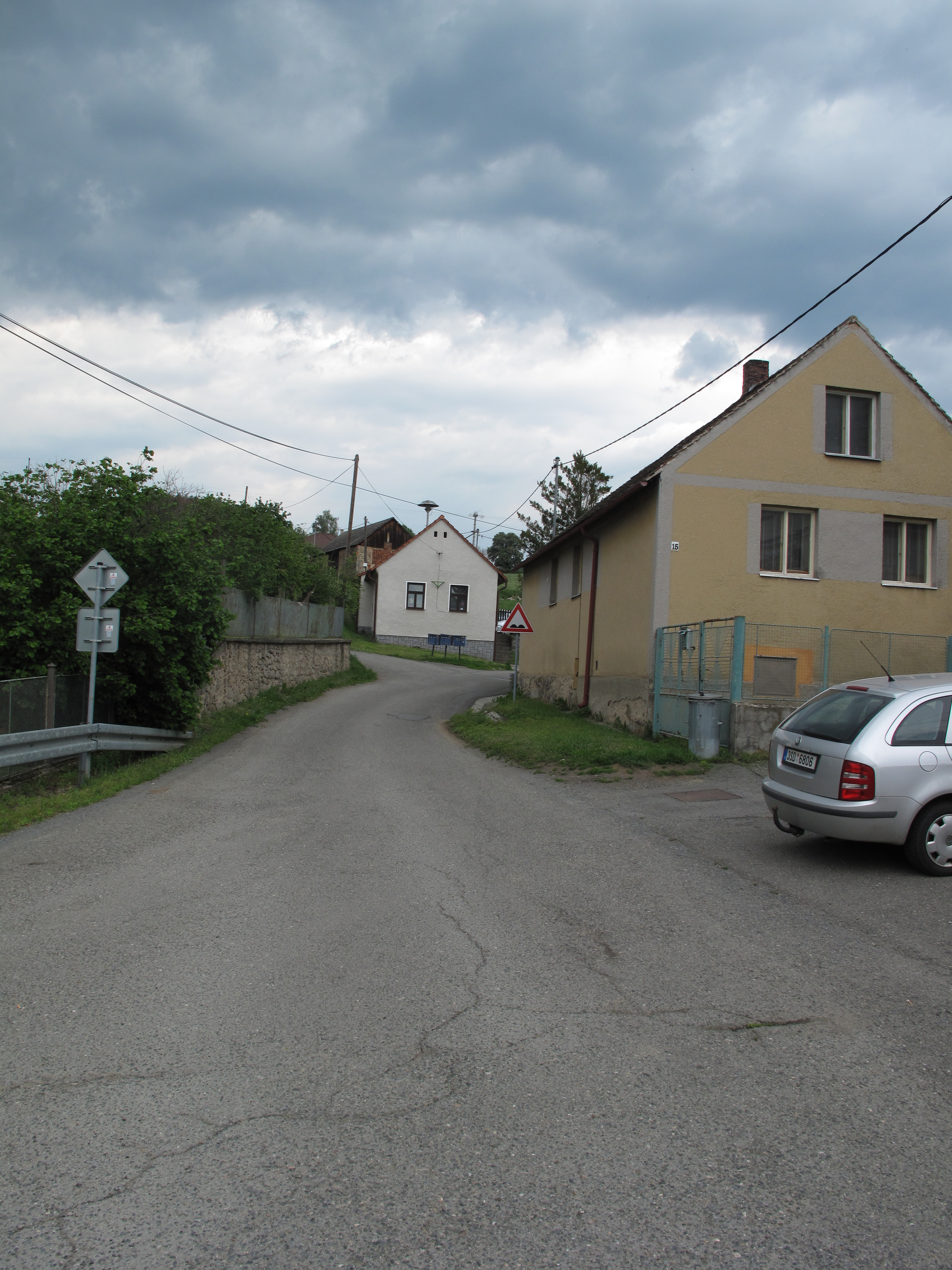
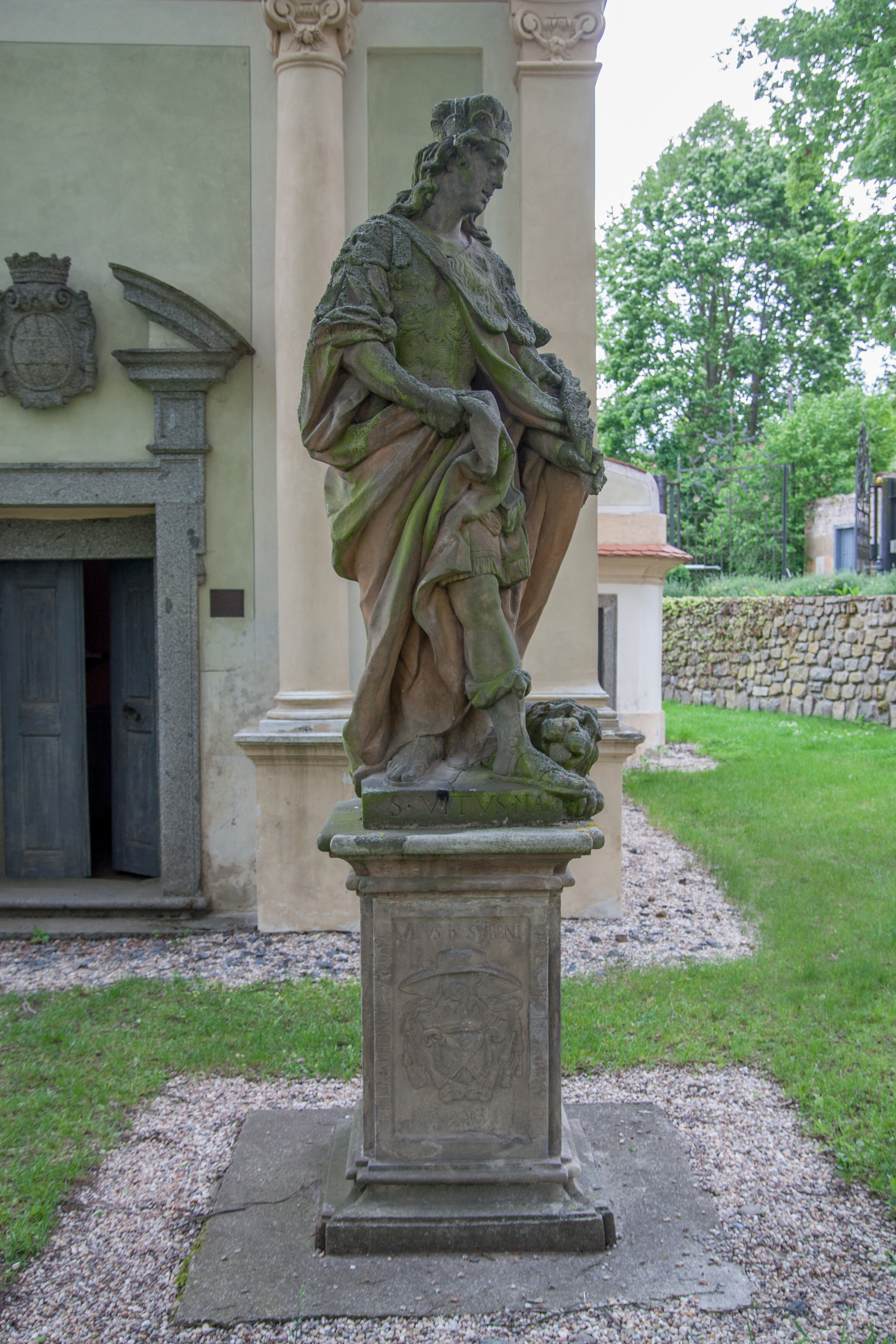
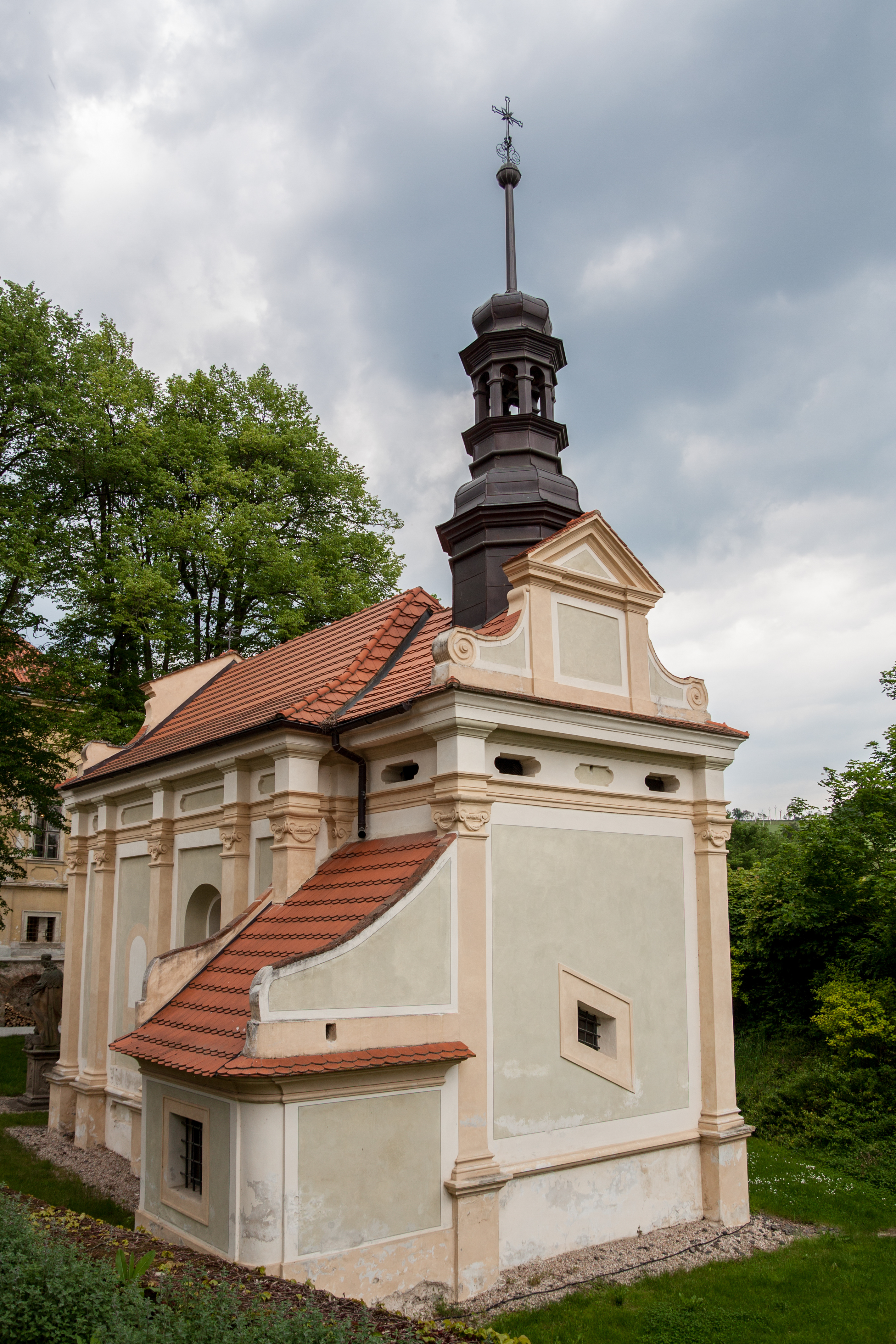
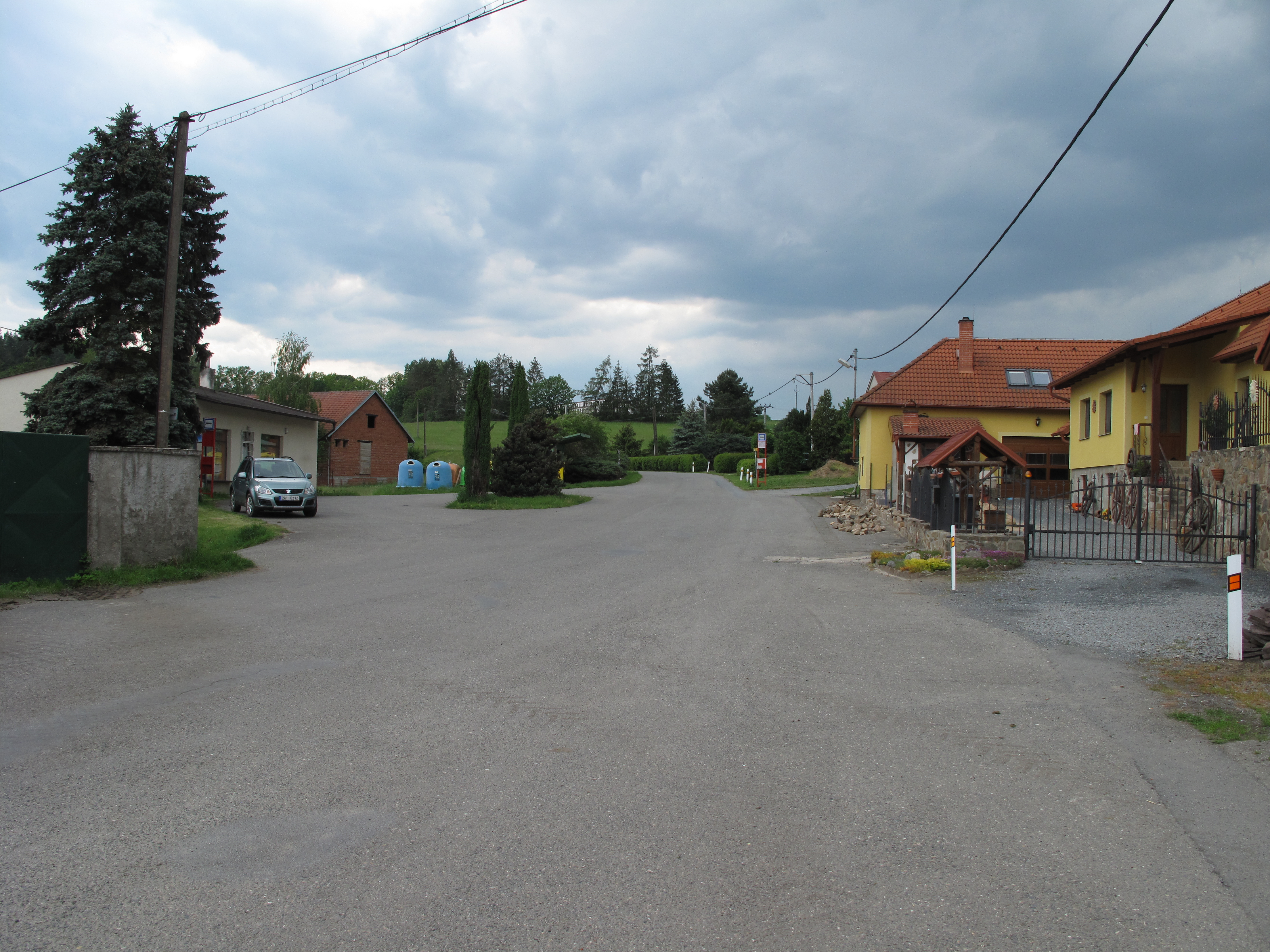